# Bò bún
Pour les articles homonymes, voir Bo et Bun.
Ne pas confondre avec Bún bò Huế (soupe vietnamienne).
Le bò bún ou bún bò nam bộ (bún thịt bò, en vietnamien, bò « bœuf », bún « vermicelle de riz », et nam bộ « région sud du Viêt Nam ») est une recette traditionnelle de la cuisine vietnamienne, déclinée sous diverses variantes, à base de vermicelles de riz servi à température ambiante, de viande de bœuf émincée et cuite, de crudités, d'herbes aromatiques, et de sauce de poisson sucrée-vinaigrée.

## Histoire
Le bò bún (ou bún bò nam bộ) traditionnel est originaire de sud du Viêt Nam. Une soupe de nouilles de la région de Hué est appelée bún bò, abrégé pour bún bò Huế, voir photo ci-dessous. Mais cette dernière n'a rien à voir avec le bò bún dont il est question ici, malgré la ressemblance des noms.

## Diverses variantes locales

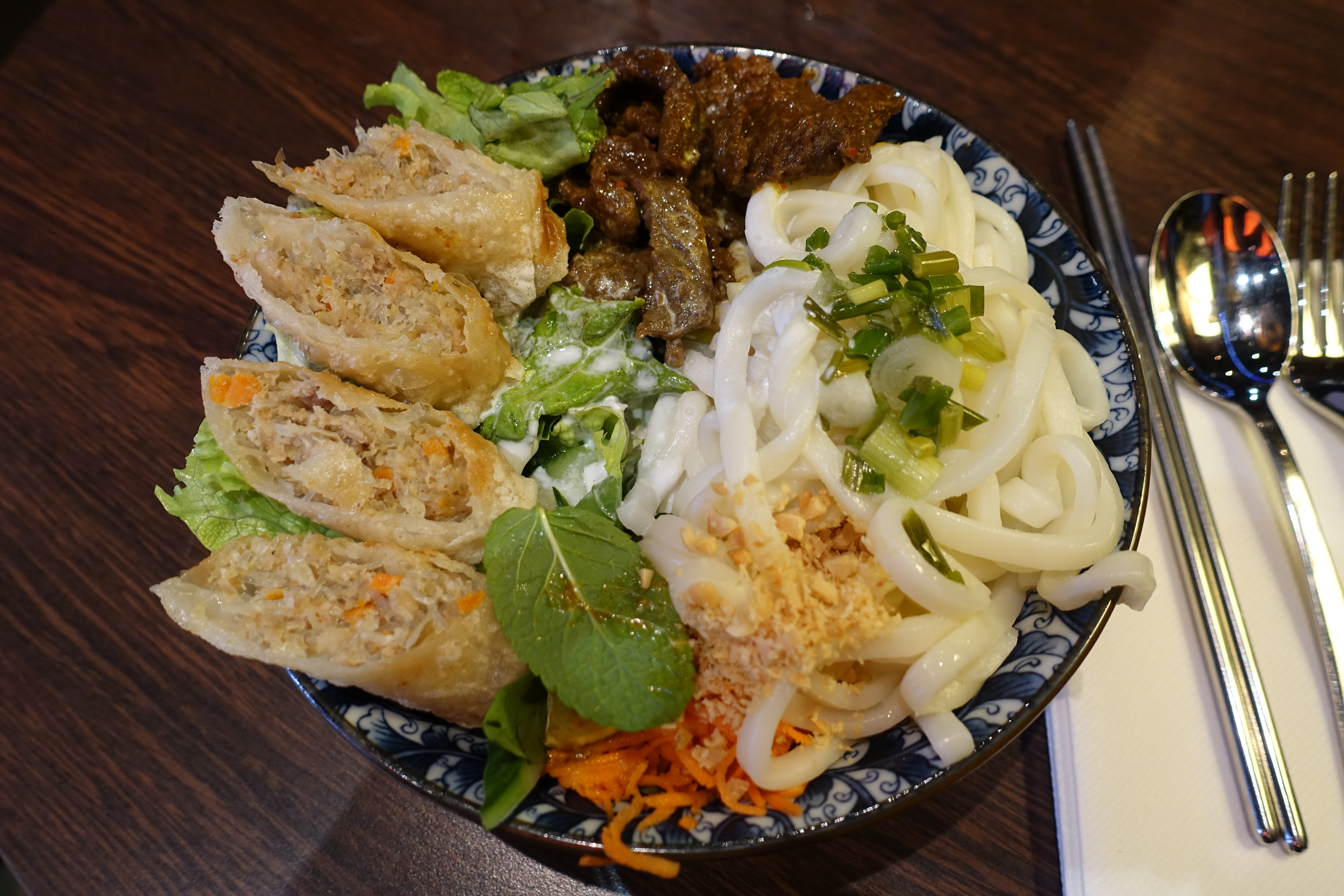
Le Nom banhsong
នំបាញ់ស៊ុង (khmer) ou Banh sung
បាញ់ស៊ុង avec des nems, du rousong, de la viande et du lait de coco.

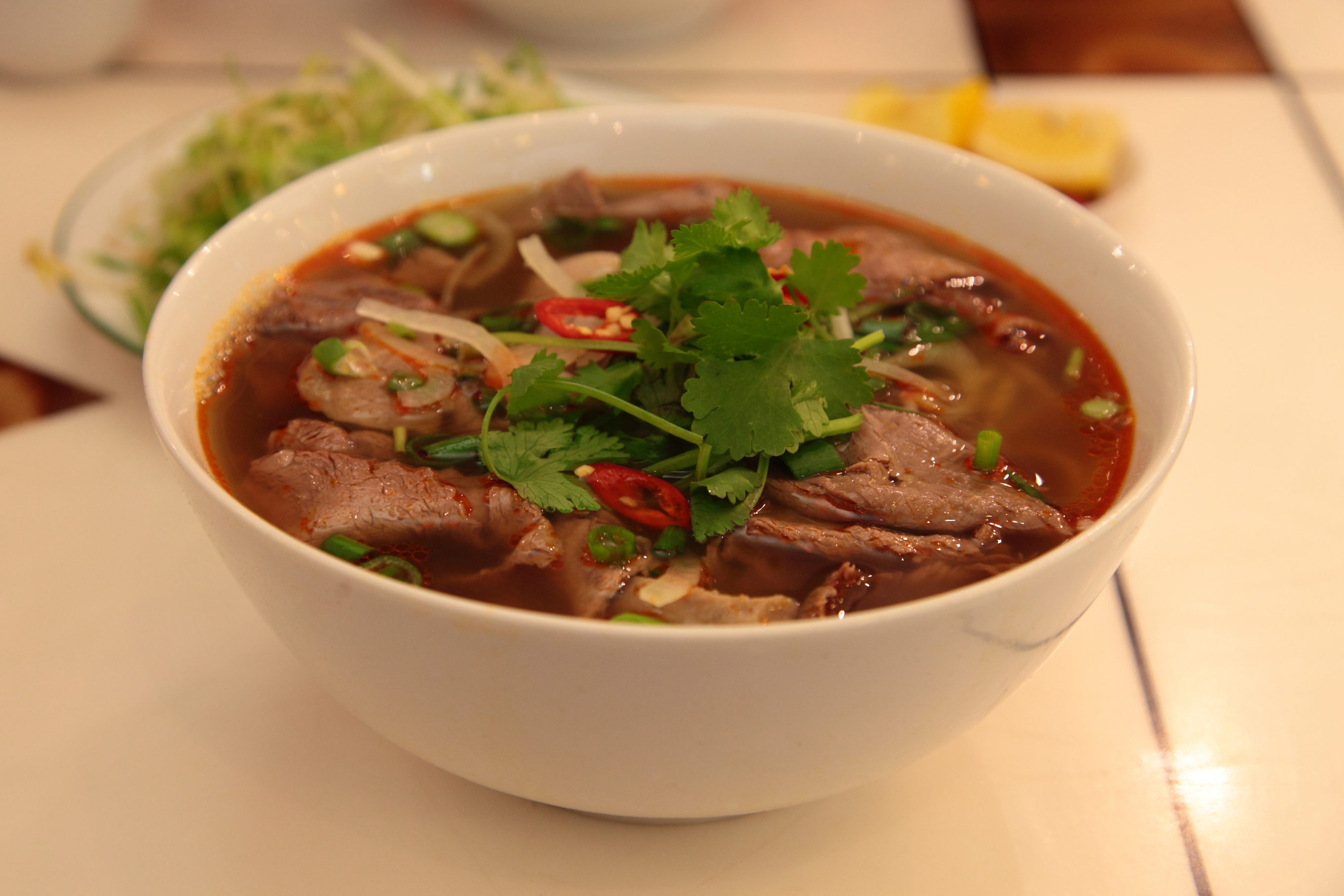
Soupe bún bò Huế.

Au Nord du Vietnam, un plat est appelé bún bò nam bộ « vermicelles de riz au bœuf du Sud » et n'est composé que d'une seule garniture, le bœuf mariné, donc pas de nems. Le nom du plat suggère une origine sud-vietnamienne, mais on ne le trouve que dans certains restaurants à Hanoï,,. Le plat est en effet difficile à trouver dans les villes vietnamiennes autres que Hanoï et est traduit dans le dialecte du Sud du Vietnam en bún bò xào (un plat assez rare au Sud).
Au nord
Ce plat se compose généralement de bœuf sauté chaud, de germes de soja brièvement blanchis, d’herbes aromatiques (dont la menthe vietnamienne locale, húng Láng), ainsi que de papaye ou de carottes marinées, le tout agrémenté d’une sauce nước mắm sucrée et acidulée. Dans certaines préparations, le jus de cuisson du bœuf est ajouté à la sauce pour en rehausser la saveur.
À Hanoï, la recette reste épurée : elle se limite au bœuf, sans ajout de nems, mais se distingue par une généreuse garniture d’échalotes frites et de cacahuètes, offrant un bol léger, particulièrement apprécié par temps chaud.
Au sud
Dans le Sud, la sauce tend à être plus sucrée et relevée d’ail, avec parfois l’ajout d’eau de coco pour adoucir l’ensemble. Les bols sont plus garnis et peuvent associer le bœuf à du porc grillé ou des rouleaux impériaux (chả giò), pour une version plus copieuse. Le basilic thaï est couramment utilisé parmi les herbes aromatiques, et le concombre est presque toujours présent pour apporter une touche de fraîcheur.
Au Cambodge ainsi que chez les Khmers Krom du Vietnam et ceux au nord-est de la Thaïlande, existe un plat appelé « nom banhsong នំបាញ់ស៊ុង » : des vermicelles de riz fermenté épais et tendres nom banhchok នំបញ្ចុក (similaires aux udon), comportant obligatoirement des rouleaux frits nem chean ណែមចៀន (les nem khmers) ; des filaments de porc ou de poulet rousong ; des abats laqués phak leuw ផាក់ឡូវ (ou autres morceaux de ces deux viandes possibles) et de lait de coco. À l'étranger, les restaurateurs sino-cambodgiens le nomment banh sung បាញ់ស៊ុង.
La diaspora han-chinoise issue du Cambodge a emprunté à ces deux recettes et modifié sa garniture, créant ainsi le très populaire bò bún avec du bœuf et des nems que l'on connaît aujourd'hui en France.

## Anecdote
En mai 2016, le président des États-Unis Barack Obama et le reporter américain CNN Anthony Bourdain ont dégusté un bun cha (en) (variante du bò bún) dans un restaurant de Hanoï au Viet Nam. Devenu célèbre, le restaurant est depuis rebaptisé « Bun cha Obama »,,.

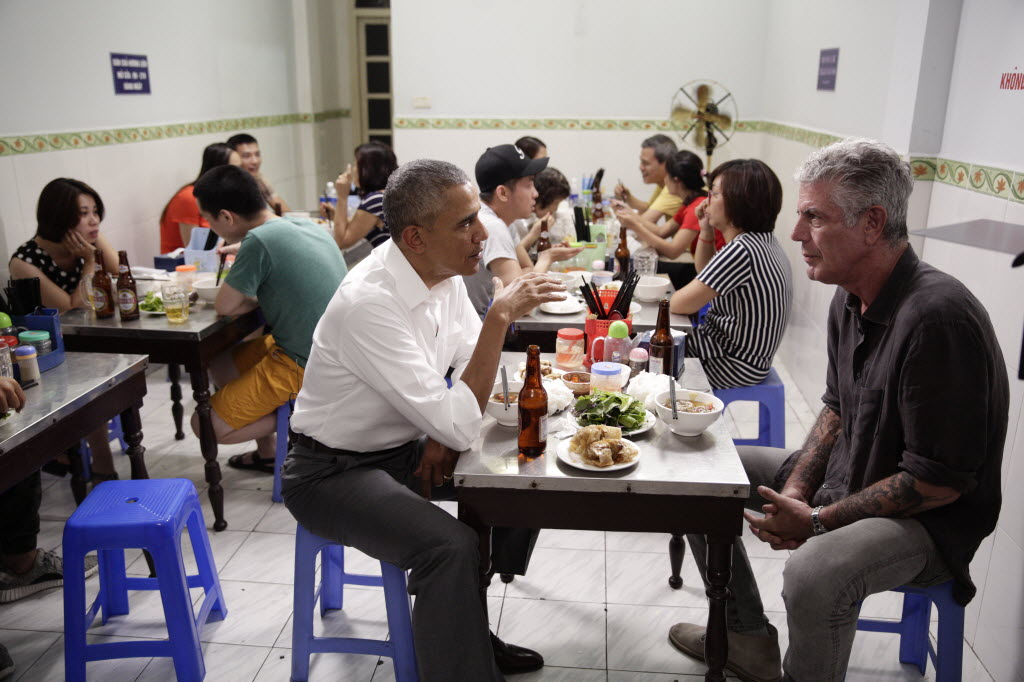
Barack Obama et Anthony Bourdain, au « Bun cha Obama » à Hanoï au Viêt Nam, en 2016.

## Dans les pays francophones
Le nom « bò bún » (appellation française) utilisé en France et autres pays francophones n'est pas d'origine kinh/viêt, mais a été popularisé en région parisienne par les réfugiés issus de la diaspora han-chinoise des dialectes teochew, cantonais et hokkien dit minnan nés au Cambodge, mélangeant la recette khmère du « nom banhsong នំបាញ់ស៊ុង » appelé par les chinois-cambodgiens « banh sung បាញ់ស៊ុង » et la recette vietnamienne du « bún bò nam bộ (au Nord) », « bún bò xào » (au Sud).
Dans les pays francophones, le bò bún est composé de vermicelles de riz accompagnés de germes de soja, de bœuf mariné puis sauté aux oignons, de nems, de concombre en julienne. On parsème le plat d'oignons frits séchés, de menthe fraîche, de coriandre longue, de citronnelle, de tia tô (shiso japonais ou perilla frutescens) ainsi que de cacahuètes torréfiées broyées. L'huile qui a servi à faire frire les oignons est utilisée pour parfumer l'ensemble. On assaisonne parfois avec du piment, du poivre, du sucre et de la pâte de crevettes. On arrose le tout de sauce nước chấm, une préparation à base de sauce de poisson, de jus de citron ou de vinaigre et de sucre, de l'ail et du piment. Il s'agit de la même sauce utilisée pour accompagner les nem rán / chả giò,,.

## Variantes
Le bò bún fait partie d'un large ensemble de plats servis à température ambiante, constitués d'une base de vermicelles de riz, appelée bún en vietnamien et nom banhchok នំបញ្ចុក en khmer. Il existe de nombreux plats associés en fonction de la garniture choisie :
- le bún chả, une autre spécialité de Hanoï, est garni de porc grillé, boulettes de viande et parfois nem de fruits de mer ;
- le bún chả giò (ou bún thịt nướng chả giò) est garni de nem entiers ou coupés, appelés chả giò dans le sud du Vietnam et nem rán dans le nord. Il est parfois appelé bún nem, ce qui peut porter à confusion ;
- le bún nem chua, parfois simplement bún nem, contient des morceaux de nem chua, une charcuterie de porc fermenté ;
- le bún thịt nướng, garni de porc grillé. Le bún chả est la version du nord du Vietnam où on utilise la poitrine de porc ;
- le bún thịt nướng tôm, avec des crevettes grillées ;
- le bún thịt nướng chay, version végétarien utilisant du tofu au lieu de la viande.

Quelques exemples
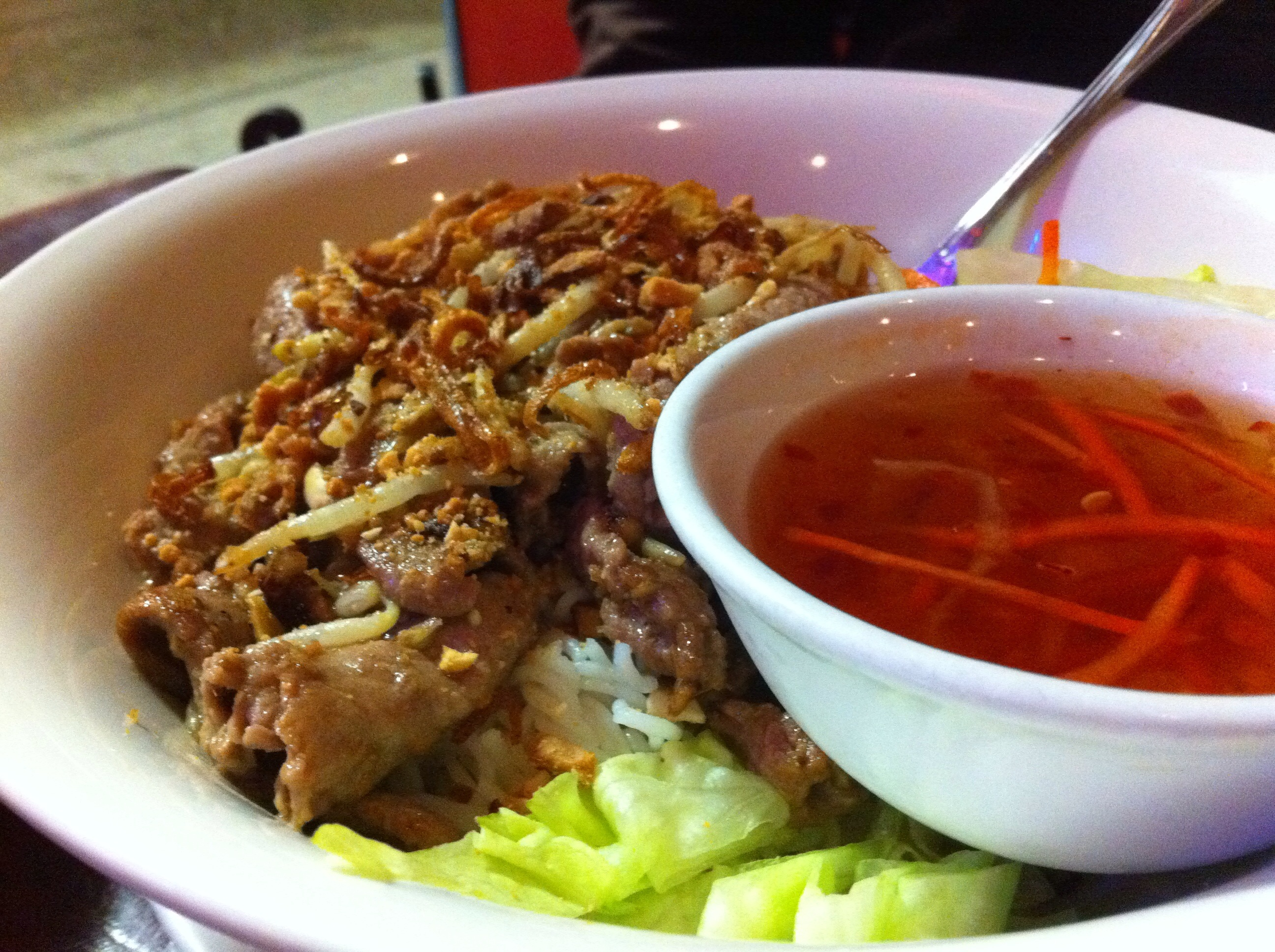
Le Bún bò nam bộ ou Bún bò xào (kinh/viêt) au boeuf.
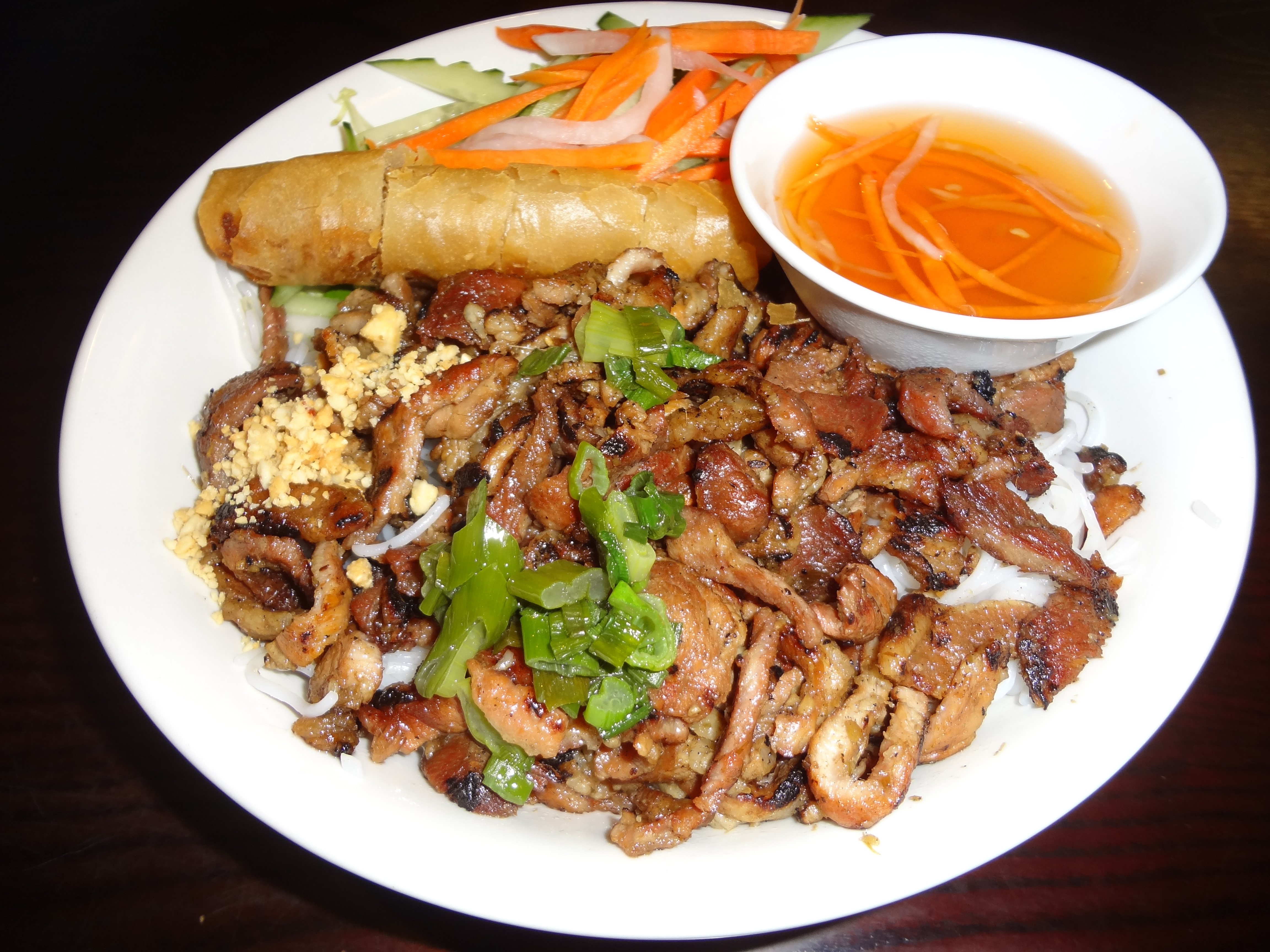
Bún thịt nướng chả giò, accompagné de porc et de nem.
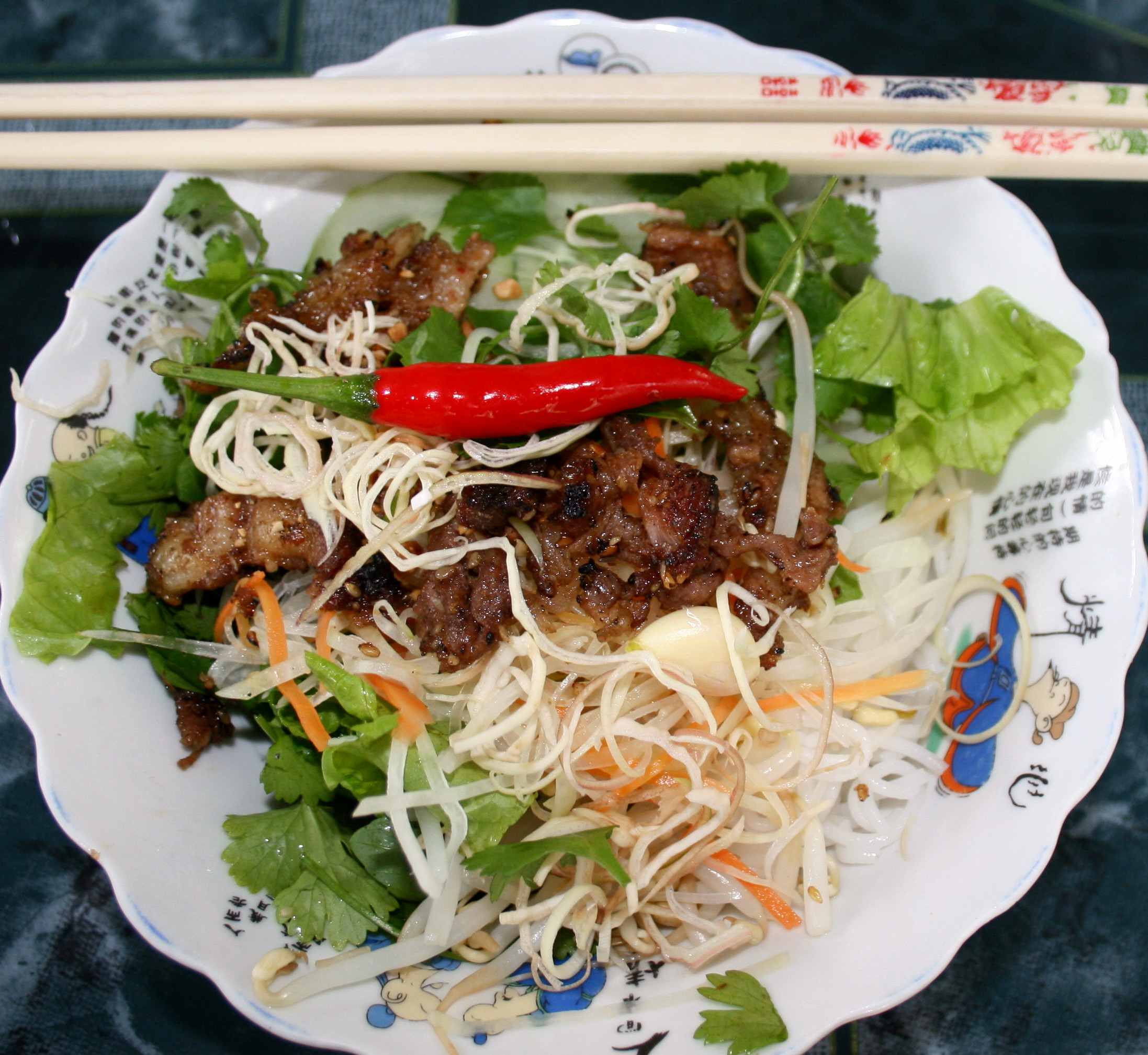
Bún thịt nướng, garni de porc.
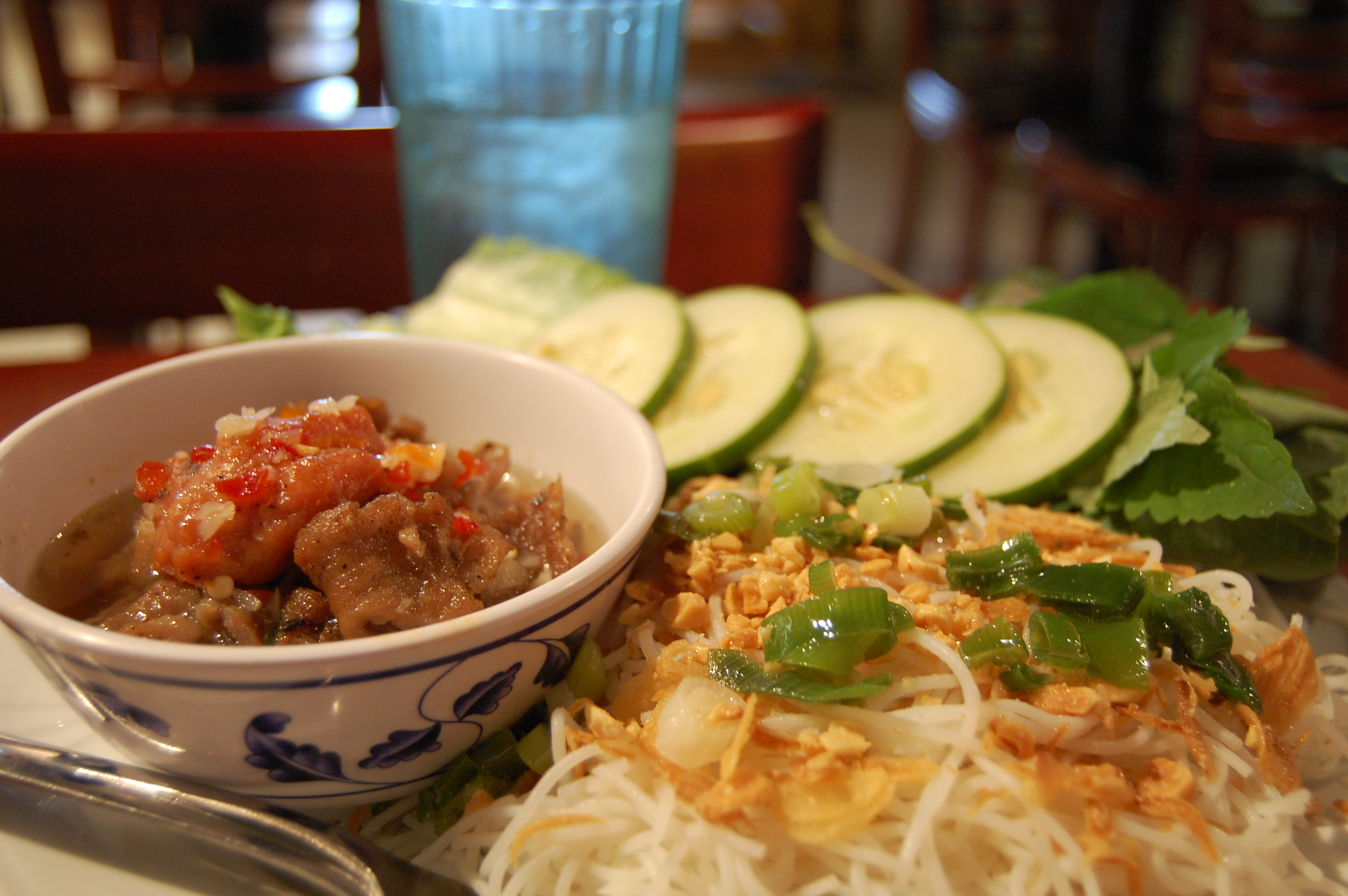
Le bún chả est une autre spécialité de Hanoi.